# Fujiwara no Sonondo
Fujiwara no Sonondo (藤原園人, [[[756]] - 819] Erro: {{japonês}}: texto da transliteração contém caractere não latino (pos 17) (ajuda)), também conhecido como Fujiwara no Sonobito ou Yamashina Daijin, membro da Corte do período Nara da História do Japão.

## Vida
Sonondo era neto do fundador do Ramo Hokke do Clã Fujiwara, o sangi Fujiwara no Fusasaki e o filho mais velho de Fujiwara no Kaedemaro e de Fujiwara no Yoshitsugu.

## Carreira
Em 776 aos 20 anos de idade foi nomeado Sangi.
Em 785 foi nomeado Shōnagon (少纳言, assessor de terceiro escalão), exercendo o cargo de Ben-kan (弁官, assessoria jurídica) na Província de Bitchū, na Província de Aki , em Dazaifu  e na Província de Bungo. Nessa época (799) foi nomeado Governador da Província de Yamato 
Em 809 no reinado do Imperador Saga foi nomeado Chūnagon, em 810 foi nomeado Dainagon e em 813 com a morte de Fujiwara no Uchimaro foi promovido a Udaijin.
Em junho de 814 Sonondo  apresentou a compilação do  Shinsen Shōjiroku (新撰姓氏録, Nova seleção e registro de títulos hereditários e nomes de família) ao Imperador Saga, a qual organizou junto com o Príncipe Manda e Fujiwara no Otsugu.
Sonondo morreu em 08 de janeiro de 819 aos 63 anos de idade. O Imperador Saga em sinal de agradecimento, postumamente lhe concedeu o cargo de Sadaijin.

| Precedido por Fujiwara no Uchimaro | 23º Udaijin (813 - 818)  | Sucedido por Fujiwara no Fuyutsugu  |
| Precedido por Fujiwara no Uchimaro | 43º Dainagon (810 - 812) | Sucedido por Sakanoue no Tamuramaro |